# Charaxes johnsoni
Charaxes johnsoni är en fjärilsart som beskrevs av Rousseau-decelle 1956. Charaxes johnsoni ingår i släktet Charaxes och familjen praktfjärilar. Inga underarter finns listade i Catalogue of Life.